# Trussville (Alabama)
Trussville es una ciudad ubicada en los condados de Jefferson y St. Clair en el estado estadounidense de Alabama. En el año 2000 tenía una población de 12 924 habitantes y una densidad poblacional de 224,4 personas por km².

## Geografía
Trussville se encuentra ubicada en las coordenadas 33°37′18″N 86°35′47″O / 33.62167, -86.59639. Según la Oficina del Censo, la localidad tiene un área total de 57,6 km² (22,2 mi²), de la cual 57,4 km² (22,2 mi²) es tierra y 0,2 km² (0 mi²) (0.00%) es agua.

## Demografía
Según la Oficina del Censo en 2000 los ingresos medios por hogar en la localidad eran de $66,943, y los ingresos medios por familia eran $71,111. Los hombres tenían unos ingresos medios de $48,921 frente a los $31,806 para las mujeres. La renta per cápita para la localidad era de $27,235. Alrededor del 3,1% de la población estaban por debajo del umbral de pobreza.